# Frontera entre el Camerun i Guinea Equatorial

Canvis de frontera de Camerun, amb el territori de Guinea Equatorial envoltat entre 1911 i 1916

La Frontera entre el Camerun i Guinea Equatorial és gairebé completament recta i s'estén per 189 km pel paral·lel 2° 10' N, al nord de Guinea Equatorial, seguint el riu Ntem, que separa el país del Camerun, passant del golf de Guinea (Oceà Atlàntic) fins al trifini entre Camerun-Guinea Equatorial-Gabon.
Destaca el fet que l'Illa de Bioko on es troba la capital de Guinea Equatorial (Malabo) aquesta just al capdavant de les costes del Camerun, separada del territori continental anomenat Mbini, al sud. És important a més ressaltar que la Guinea Espanyola primer va tenir fronteres amb la colònia de Neukamerun (alemanya) i l'actual Gabon (francès) però en 1911 un acord entre Alemanya i França va fer que la Guinea Espanyola (part continental) quedés envoltada per la Colònia Alemanya, fins a 1916 quan en la Primera Guerra Mundial França va prendre possessió de gairebé tot l'actual Camerun i els territoris de l'actual Gabon (Àfrica Equatorial Francesa) cedits en 1911.